# Габсбург (замок)
Замок Габсбург расположен в кантоне Аргау, в Швейцарии, недалеко от реки Аре.
Замок был построен в 1020—1030 гг. графом Радботом. Название замка, согласно легенде, первоначально было Хабихтсбург (нем. Habichtsburg) — «Ястребиный замок» — в честь ястреба, который сел на только что отстроенные стены крепости. Согласно другой версии, название происходит от старонемецкого hab — брод: крепость должна была охранять переправу через реку Аре.
Граф Радбот по имени его замка стал называться графом Габсбургом. Он стал прародителем династии Габсбургов, которая спустя несколько веков стала одним из ведущих монархических родов Европы и сохраняла свои позиции до конца Первой мировой войны. Сам замок, однако, был потерян Габсбургами в начале XV века, а позднее территория Аргау вошла в состав Швейцарской конфедерации. Тем не менее, герб замка — лев в золотом поле — использовался как один из элементов государственного герба Австрийской империи.
В наши дни в замке работает постоянная выставка, посвященная истории его строительства, владельцам и жизни в Средневековье.